# Moulin de Crève-Cœur
Le moulin de Crève-Cœur est un moulin à eau situé à Bourg-en-Bresse, dans le département de l'Ain, en France.

## Présentation
Le moulin, tous ses bâtiments et le terrain entourant le monument font l’objet d’une inscription au titre des monuments historiques depuis le 30 mai 2005.
Le moulin à eau date du XIXe siècle ; il était implanté sur la Reyssouze.